# Deuxième circonscription d'Angacha
La deuxième circonscription d'Angacha est une des 121 circonscriptions législatives de l'État fédéré des nations, nationalités et peuples du Sud, elle se situe dans la Zone Kembata Alaba et Tembaro. Sa représentante actuelle est Kefelech Demboba Abamo.